# Agenzia europea per la sicurezza marittima
L'Agenzia europea per la sicurezza marittima (EMSA) è l'organismo della UE che offre consulenza tecnica e assistenza operativa in materia di sicurezza marittima e inquinamento. Venne istituita con il Regolamento (CE) n. 1406/2002 e la sua sede principale si trova a Lisbona, mentre resta da stabilire la sede del centro Regionale per il Mediterraneo, per il quale è in atto un percorso per la candidatura italiana di Napoli.

## Missione
La missione dell’EMSA è:
servire gli interessi marittimi dell’UE, per garantire un settore marittimo sicuro, protetto, ecologico e competitivo nonché di agire in qualità di affidabile e rispettato punto di riferimento affidabile e rispettato nel settore marittimo, in Europa e nel resto del mondo.
L’EMSA trae vantaggio dal suo know-how unico per posizionarsi come attore fondamentale nel settore marittimo. Si occupa delle questioni e dei compiti legati alla sicurezza e alla protezione marittima, al clima, all’ambiente e al mercato unico, sia innanzitutto come fornitore diffondendo servizi agli Stati membri e alla Commissione, ma anche come partner innovativo e affidabile, ovvero polo di conoscenza per il settore marittimo.

## Struttura
L’Agenzia è diretta dalla direttrice esecutiva, le cui funzioni e i cui poteri sono definiti all’articolo 15. La direttrice esecutiva è coadiuvata da quattro dipartimenti e da un ufficio esecutivo. Attualmente l’agenzia conta 11 unità, di cui 10 rientrano nei 4 dipartimenti:
1. sostenibilità e assistenza tecnica
2. sicurezza relativa alle operazioni nave, sicurezza marittima relativa a minacce terroristiche, protezione e sorveglianza
3. servizi digitali e semplificazione
4. servizi aziendali

### Consiglio di amministrazione
Nel consiglio di amministrazione siedono rappresentanti di tutti gli Stati membri dell’UE, dell’Islanda e della Norvegia (paesi EFTA in qualità di osservatori) e quattro rappresentanti della Commissione, più quattro rappresentanti senza diritto di voto provenienti da settori diversi dell’industria marittima. I compiti del consiglio d'amministrazione includono:
- vigilanza sull’operato dell’agenzia e della direttrice esecutiva
- adozione del documento unico di programmazione dell’agenzia con durata triennale
- adozione del bilancio e la tabella dell’organico
- adozione e valutazione della relazione consolidata delle attività annuali dell’agenzia

### Direttrice esecutiva
Riferisce al consiglio di amministrazione ed è responsabile dell’istituzione, del funzionamento e dello sviluppo dell’EMSA conformemente al suo regolamento istitutivo. Ha i seguenti compiti:
- coadiuvare la direttrice in tutti gli ambiti di sua responsabilità
- contribuire a una buona governance fornendo sostegno alla gestione e promuovendo la conformità, la trasparenza e la cultura del servizio pubblico
- elaborare i principali documenti istituzionali di pianificazione e rendicontazione, ovvero di seguire l’intero ciclo di bilancio, dal contributo iniziale al monitoraggio della sua esecuzione
- svolgere funzioni di segretariato per il consiglio di amministrazione, compresi tutti i compiti relativi alla conformità e all’audit inclusa la gestione dei rischi
- sviluppo continuo di un sistema di gestione della qualità e la mansione di contabile
- sviluppo della comunicazione istituzionale
- sviluppo e gestione delle relazioni internazionali e interistituzionali

### Dipartimento sostenibilità e assistenza tecnica
Questo dipartimento è responsabile di:
- contribuire all’agenda verde europea per il trasporto marittimo
- rafforzare la capacità dell’UE di proteggere l’ambiente marino, gestire il cambiamento climatico e rispondere alle nuove sfide ambientali
- sviluppo di attività volte a prevenire l’inquinamento provocato dalle navi
- intervenire in caso di inquinamento provocato da navi e impianti offshore per l’estrazione di gas e petrolio
- coadiuvare la Commissione europea e gli Stati membri nella corretta applicazione della normativa UE mediante il proprio programma di visite, ispezioni e in riferimento a tutto quello che concerne l’elemento umano e le norme per i marittimi
- ospitare l'accademia dell'ESMA
- offrire attività di creazione e sviluppo di capacità a sostegno delle proprie parti interessate, avvalendosi anche di tecnologie all’avanguardia
- gestire progetti di assistenza agli Stati candidati all’adesione all’Unione, ai paesi del vicinato europeo che si affacciano al Mediterraneo, al Mar Nero e al Mar Caspio, nonché ai paesi terzi firmatari del memorandum d’intesa di Parigi sul controllo dello Stato di approdo

### Dipartimento per la sicurezza relativa alle operazioni nave, sicurezza marittima relativa a minacce terroristiche, protezione e sorveglianza
La missione del dipartimento è quella di:
fornire assistenza tecnica e sostegno alla Commissione europea e agli Stati membri in questioni relative alla sicurezza e alla protezione delle navi, safety e alla security e servizi di sorveglianza marittima alla vasta gamma di utenti dell’EMSA
Il dipartimento è responsabile di:
- gestire la fase di transizione dell’ambiente comune per la condivisione delle informazioni (CISE)
- dare esecuzione alla collaborazione con l’Agenzia spaziale europea (ESA)
- fornire e coordinare il supporto tecnico richiesto per materie relative alla sicurezza e protezione delle navi e alle comunicazioni satellitari
- fornire assistenza tecnica in materie concernenti la sicurezza, alla safety e alla security delle navi, l’equipaggiamento marittimo, le navi autonome, la protezione marittima, le inchieste su incidenti, i luoghi di rifugio, l’attuazione dello Stato di bandiera e il controllo dello Stato di approdo.
- ospitare l’unità di gestione di EQUASIS
- fornire assistenza tecnica alla Commissione e agli Stati membri per vari aspetti inerenti alla sicurezza e alla safety, inclusi la stabilità in condizioni di avaria delle navi passeggeri, gli incendi sulle navi ro-ro da passeggeri, le navi autonome, il carico/lo scarico di navi portarinfuse, le navi portacontainer nonché la sicurezza e la gestione della sicurezza safety delle navi da pesca
- della gestione operativa della banca dati delle attrezzature certificate dall’UE e dell’aggiornamento annuale delle pertinenti disposizioni sulla certificazione marina previste dalla legislazione dell’UE
- fornire assistenza tecnica alla Commissione nel monitoraggio dell’applicazione da parte degli Stati membri dei requisiti per la sicurezza marittima di cui al regolamento (CE) n. 725/2004 relativo al miglioramento della sicurezza delle navi e degli impianti portuali
- fornire sostegno alla Commissione e agli Stati membri in materie relative alla sicurezza informatica e alla sicurezza marittima in generale
- fornire assistenza tecnica per l’applicazione della direttiva 2009/18/CE che stabilisce i principi fondamentali in materia di inchieste sugli incidenti nel settore del trasporto marittimo
- svolgere funzioni di segretariato per il Quadro di cooperazione permanente degli Organismi di investigazione sugli incidenti marittimi
- della gestione della Piattaforma europea di informazione sui sinistri marittimi (EMCIP)
- fornire analisi della sicurezza e statistiche relative ai sinistri marittimi
- fornire assistenza tecnica per l’applicazione della direttiva 2009/16/CE modificata (controllo dello Stato di approdo)
- fornire assistenza tecnica in materie relative ai luoghi di rifugio
- fornire servizi di sorveglianza marittima per migliorare il quadro delle informazioni marittime dell’agenzia
- reperire dati sull’osservazione terrestre tramite satelliti, prodotti a di valore aggiunto e servizi di allarme/allerta (CleanSeaNet, Copernicus e Frontex)
- istituzione delle operazioni RPAS nonché del reperimento generale e della fornitura quotidiana di informazioni basate sui sistemi RPAS e sulla comunicazione satellitare

### Dipartimento per i servizi digitali e la semplificazione
Il dipartimento è responsabile in materia di:
- ciclo di vita delle applicazioni
- coordinamento con le unità operative
- specifiche tecniche e consultazioni tecniche
- coordinamento delle imprese appaltatrici
- operazioni di servizio di assistenza tecnica
- servizi aziendali che forniscono un sostegno tempestivo e di alta qualità all’attività alle principali attività operative operativa principale dell’EMSA

### Dipartimento dei servizi aziendali
La missione del dipartimento è quella di:
fornire un sostegno tempestivo e di alta qualità all’attività operativa dell’EMSA e di coadiuvare la dirigenza e il personale nelle aree delle risorse umane, degli affari legali (compreso l’accesso ai documenti) e finanziari nonché di altri servizi aziendali, quali l’applicazione dell’accordo di sede, le strutture e la logistica, la gestione delle registrazioni nonché l’organizzazione di eventi e missioni dell’EMSA.